# Törst (roman)
Törst (originaltitel: Tørst) är en roman från 2017 av den norske författaren Jo Nesbø och den elfte boken i Harry Hole-serien. Romanen utkom 2017 i svensk översättning av Per Olaisen på Albert Bonniers förlag. På norska utkom romanen på förlaget Aschehoug.

## Handling
Före detta utredaren Harry Hole övertalas att hjälpa till med ett misstänkt fall av vampyrism.